# ФК Хелсинки
Фудбалски клуб Хелсинки (фин. Helsingin Jalkapalloklubi) јесте фински фудбалски клуб из Хелсинкија, основан 1907. године и који се тренутно такмичи у Првој лиги Финске. Боје клуба су плава и бела.

## Историја
Најтрофејнији је фински фудбалски клуб, са 31 титулом националног првака, 14 трофеја Купа и 5 Лига купа Финске. То је полазни клуб за многе успешне финске фудбалере. Једини је фински клуб који је играо у Лиги шампиона, и то у сезони 1998/99, у групи са Бенфиком, Кајзерслаутерном и ПСВ Ајндховеном, а завршио је последњи са 5 освојених бодова (1 победа, 2 нерешена и 3 пораза).

## Успеси
- Прва лига Финске:
  - Првак (32): 1911, 1912, 1917, 1918, 1919, 1923, 1925, 1936, 1938, 1964, 1973, 1978, 1981, 1985, 1987, 1988, 1990, 1992, 1997, 2002, 2003, 2009, 2010, 2011, 2012, 2013, 2014, 2017, 2018, 2020, 2021, 2022.
  - Вицепрвак (14): 1921, 1933, 1937, 1939, 1956, 1965, 1966, 1982, 1983, 1999, 2001, 2005, 2006, 2016.

- Куп Финске:
  - Освајач (14): 1966, 1981, 1984, 1993, 1996, 1998, 2000, 2003, 2006, 2008, 2011, 2014, 2017, 2020.
  - Финалиста (6): 1975, 1985, 1990, 1994, 2010, 2021.

- Лига куп Финске:
  - Освајач (5): 1994, 1996, 1997, 1998, 2015.
  - Финалиста (3): 1995, 2009, 2012.